# Младший сержант

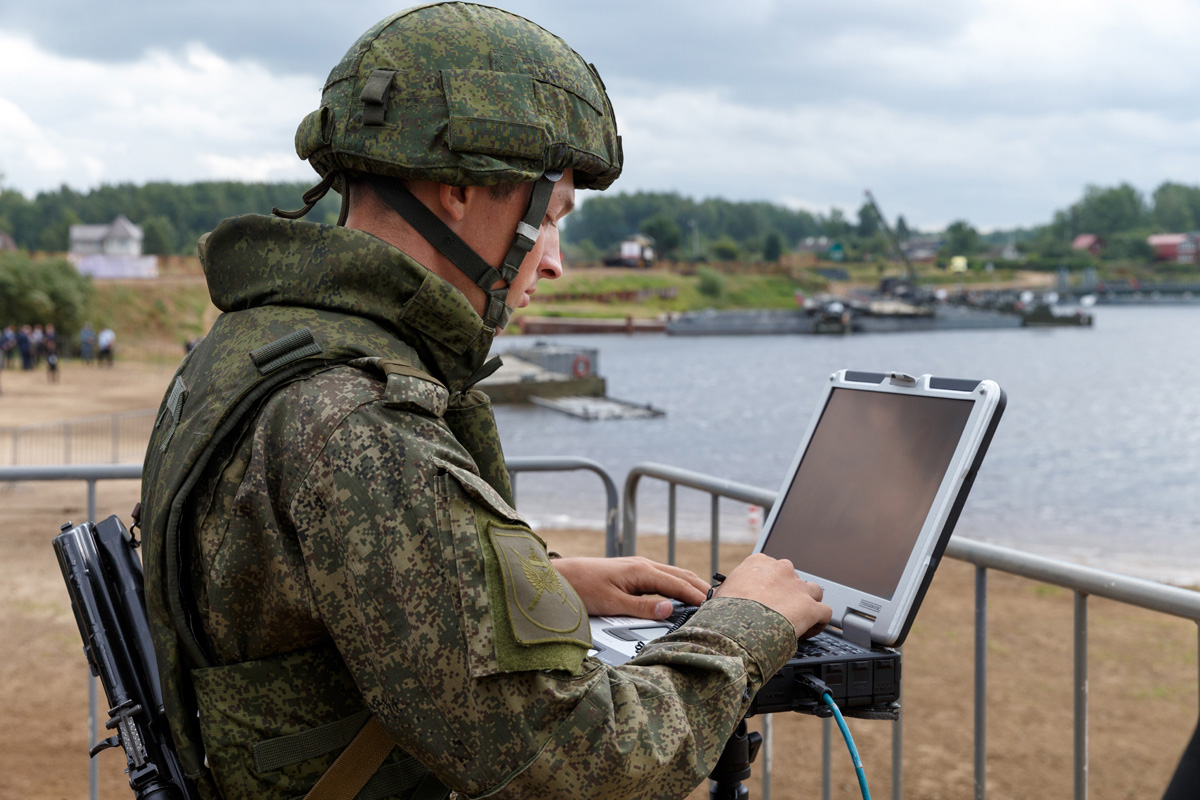
Младший сержант 38-й отдельной железнодорожной бригады на учениях по возведению наплавного железнодорожного моста НЖМ-56.

Мла́дший сержа́нт — воинское звание (В/З) в вооружённых силах нескольких государств, по рангу ниже сержанта и выше ефрейтора, и лицо его имеющее.
Перед воинским званием военнослужащего, проходящего военную службу в гвардейской воинской части, на гвардейском корабле, добавляется слово «гвардии» — Гвардии младший сержант.
К воинскому званию военнослужащего или гражданина, имеющего военно-учётную специальность юридического или медицинского профиля, добавляются соответственно слова «юстиции» — Младший сержант юстиции  или «медицинской службы» — Младший сержант медицинской службы.
К воинскому званию гражданина, пребывающего в запасе или находящегося в отставке, добавляются соответственно слова «запаса» — Младший сержант запаса или «в отставке» — Младший сержант в отставке.

## История
Для командования каждыми формированиями низшего тактического звена в ВС государств мира предусмотрены определённые военнослужащие. Так штатная должность для данного В/З в ВС СССР и России — командир отделения, танка, боевой машины и так далее.
Ранее в РККА существовало, в период с 1935 года по 1940 год, В/З «Звеньевой», то есть командир звена.
В категории военнослужащих корабельного состава ВМФ ВС России званию младший сержант соответствует звание «старшина второй статьи».
В ВС большинства государств мира российскому званию младший сержант может быть условно сопоставлено звание «капрал», а в германских ВС — звание «унтер-офицер».
В русскоязычном военном жаргоне данное звание чаще всего может обозначаться словами «подку́сок», «малёк», малан или «младшой».
В армии России звание младшего сержанта является наивысшим званием, которое может получить военнослужащий, проходящий срочную службу (для получения звания сержанта и выше необходимо подписывать контракт).
| Младшее войсковое звание: Ефрейтор | Младший сержант | Старшее войсковое звание: Сержант |

## Знаки различия

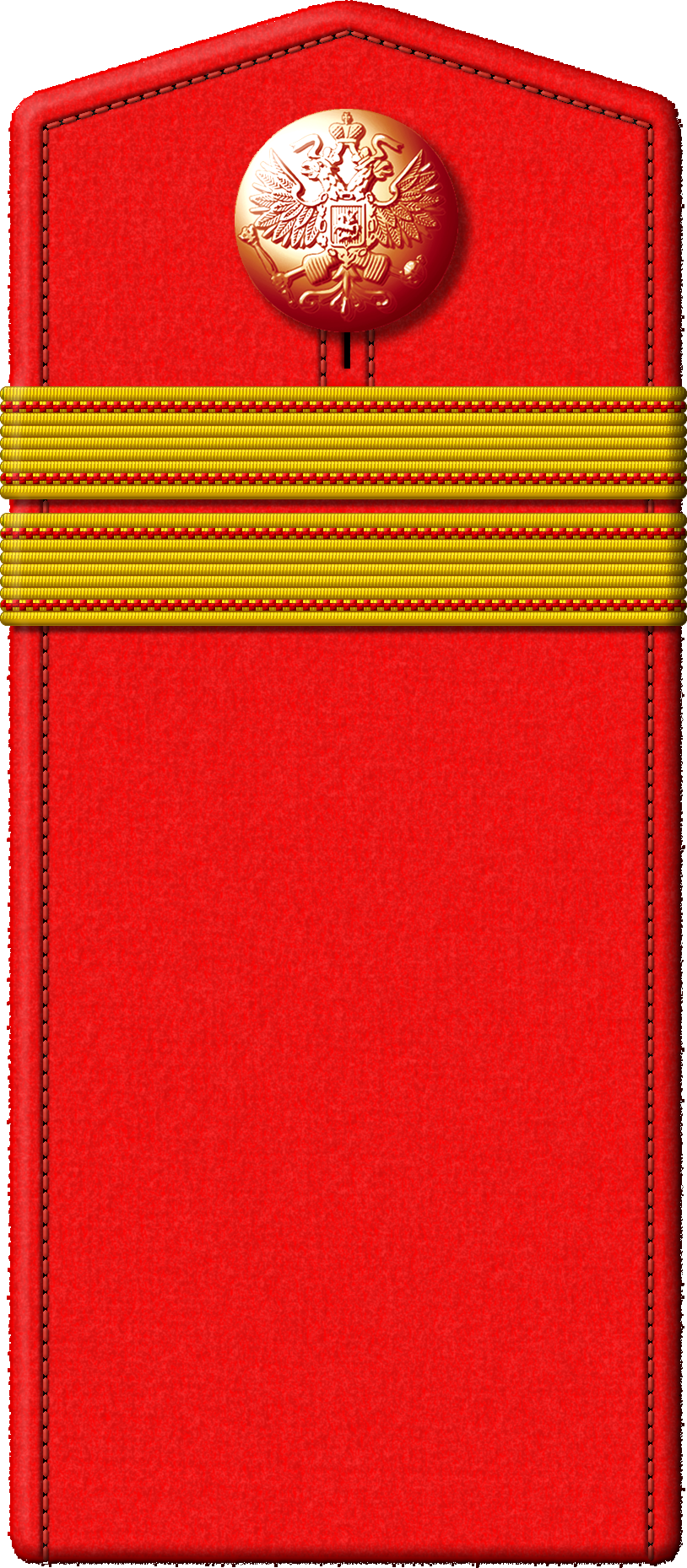
Погон младшего унтер-офицера РИА (до 1917).
Петличный знак младшего сержанта РККА (с 1940 по 1943 г.).
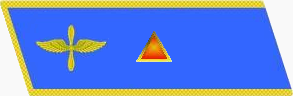
Петличный знак BBC (с 1940 по 1943 г.).
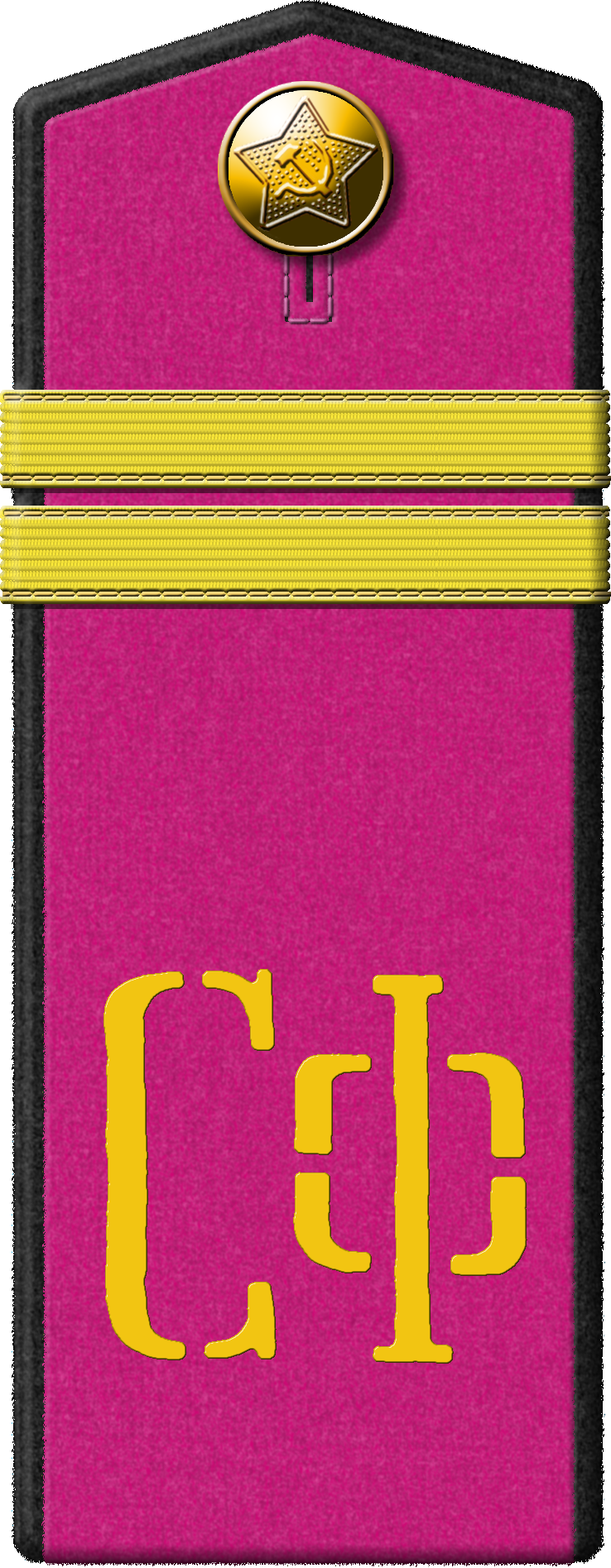
Погон младшего сержанта стрелкового формирования Северного флота ВМФ СССР (погоны повседневные образца 1943 года).
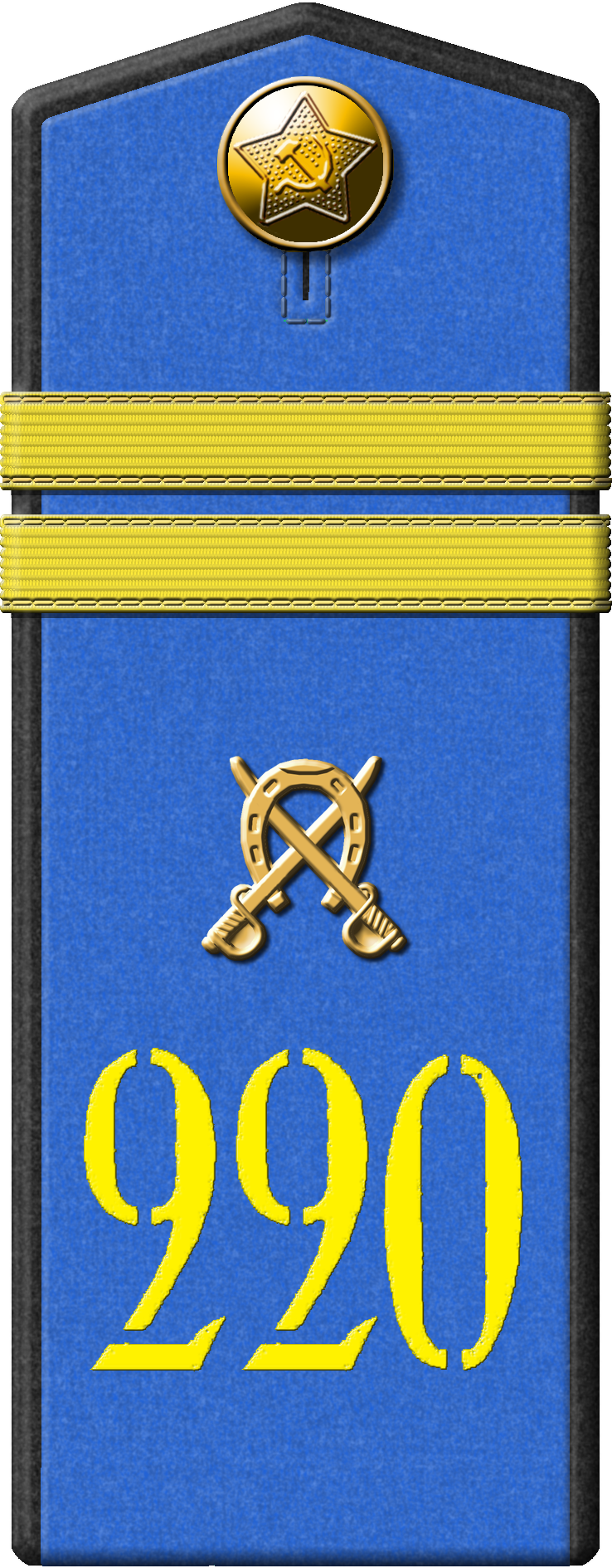
Погон c 1943 по 1955 г.
Погон младшего сержанта мотострелковых войск СССР.
Погон младшего сержанта  ВВС, авиации ПВО, ВДВ СССР.
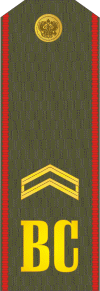
Погон младшего сержанта ВС России (с 1994 по 2010 г.).